# Geeste (Fluss)
Die Geeste ist ein Fluss in Niedersachsen und im Land Bremen. Nach nautischer Definition ist sie der unterste Nebenfluss der Weser. Die Flussmündung in Bremerhaven ist Namensgeber des ehemals hannoverschen Geestemünde.

## Name
Erstmals taucht der Name im Jahr 1406 als uppe de groten Ghestene urkundlich auf. Er leitet sich vom mittelniederdeutschen Wort gēst für 'hochliegendes Heideland über der Marsch, Geestland' ab.

## Geografie
Die Geeste entspringt in Hipstedt (Samtgemeinde Geestequelle) im Landkreis Rotenburg (Wümme) 10 km westlich von Bremervörde. Sie entwässert einen großen Teil des ehemaligen Landkreises Wesermünde (jetzt Landkreis Cuxhaven). Die Geeste ist Grenzfluss der Stadt Geestland.
Die Quellgräben des Flusses liegen auf knapp 20 m Höhe im Feuchtgrünlandgebiet Reisbruch. Die Hügel der Wesermünder Geest im Ostteil des Geeste-Einzugsgebietes erreichen Höhen um 25 Meter. Zwei Kilometer unterhalb des Quellgebietes liegt beim Hof Freitag linksseitig eine symbolische „Geestequelle“. Die Geeste fließt im Oberlauf durch Kiese und Sande und im weiteren Verlauf durch Marschland. Dabei wechseln grabenartige Abschnitte mit naturhafteren Abschnitten ab. Durch den Bau von Sielen wurde der Gezeitenbereich von etwa 30 km auf 5 km verkürzt.

Unterlauf der Geeste 1890/91

Der gestreckte Unterlauf der Geeste stellt auf 25 km Länge den Westteil des Elbe-Weser-Schifffahrtsweges dar. In diesem Laufabschnitt mäandert die Geeste nur noch kurz vor der Mündung, in der „Taille“ Bremerhavens zwischen Mitte, Lehe und Geestemünde. Von ursprünglich sechs Flussschleifen sind nur noch drei vorhanden. Anfang 1408 wurde in der ersten Geesteschleife von der Weser her die erzbischöfliche Stintburg errichtet, die sofort die Leher und Wurster Bauern niederbrachen. Im Dreißigjährigen Krieg wurde dort die erste Leher Schanze errichtet. Im Rahmen der Errichtung der Carlsburg wurde die erste Geesteschleife durch ein versenktes Schiff abgedämmt und verlandete Ende des 17. Jahrhunderts. Die nördlichste Geestschleife wurde 1895 durch den Durchstich I begradigt und durch einen Damm im Bereich der Brücke, die seit dem Gefecht von 1813 Franzosenbrücke genannt wurde, gesperrt. Daraufhin verlandete diese Geesteschleife bis ca. 1910, wodurch der bisher zu Geestemünde gehörende Reuterhamm an Lehe fiel. Es wurde über den Durchstich I eine neue „Franzosenbrücke“ nötig. Gebaut wurde sie vor der Delphin-Werft, gegenüber vom Bremerhavener Ruderverein von 1889. Bei Niedrigwasser ragen dort die Brückenpfeiler noch aus dem Schlick.

### Natur an der Geeste
Während der Unterlauf der Geeste zur Urbarmachung der Flussmarschen und zu Nutzung als Schifffahrtsstraße stark begradigt und im Querschnitt verändert wurde, ist der Oberlauf großenteils in einem naturnahen Zustand. Im Quellbereich der Geeste, der nur 15 m ü. NN liegt windet sich der Fluss idyllisch als noch kleiner, teilweise plätschernder Bach durch die schmale Flussaue. In dem waldreichen Geestgebiet kommen Schwarzstorch, Kolkrabe und Kranich vor. Der Bereich ist als EU-FFH Gebiet Nr. 189 Niederung von Geeste und Grove sowie das angrenzende Gebiet Nr. 197 Forst Malse unter Schutz gestellt.

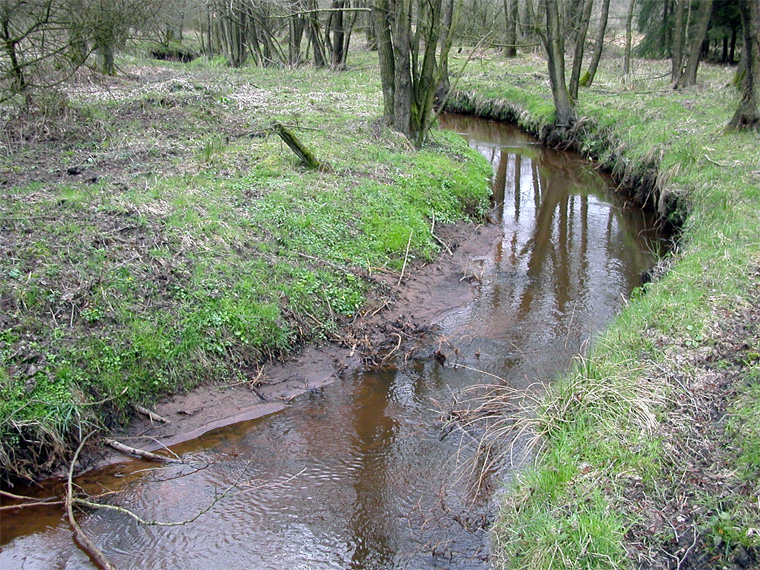
Geeste in Heinschenwalde
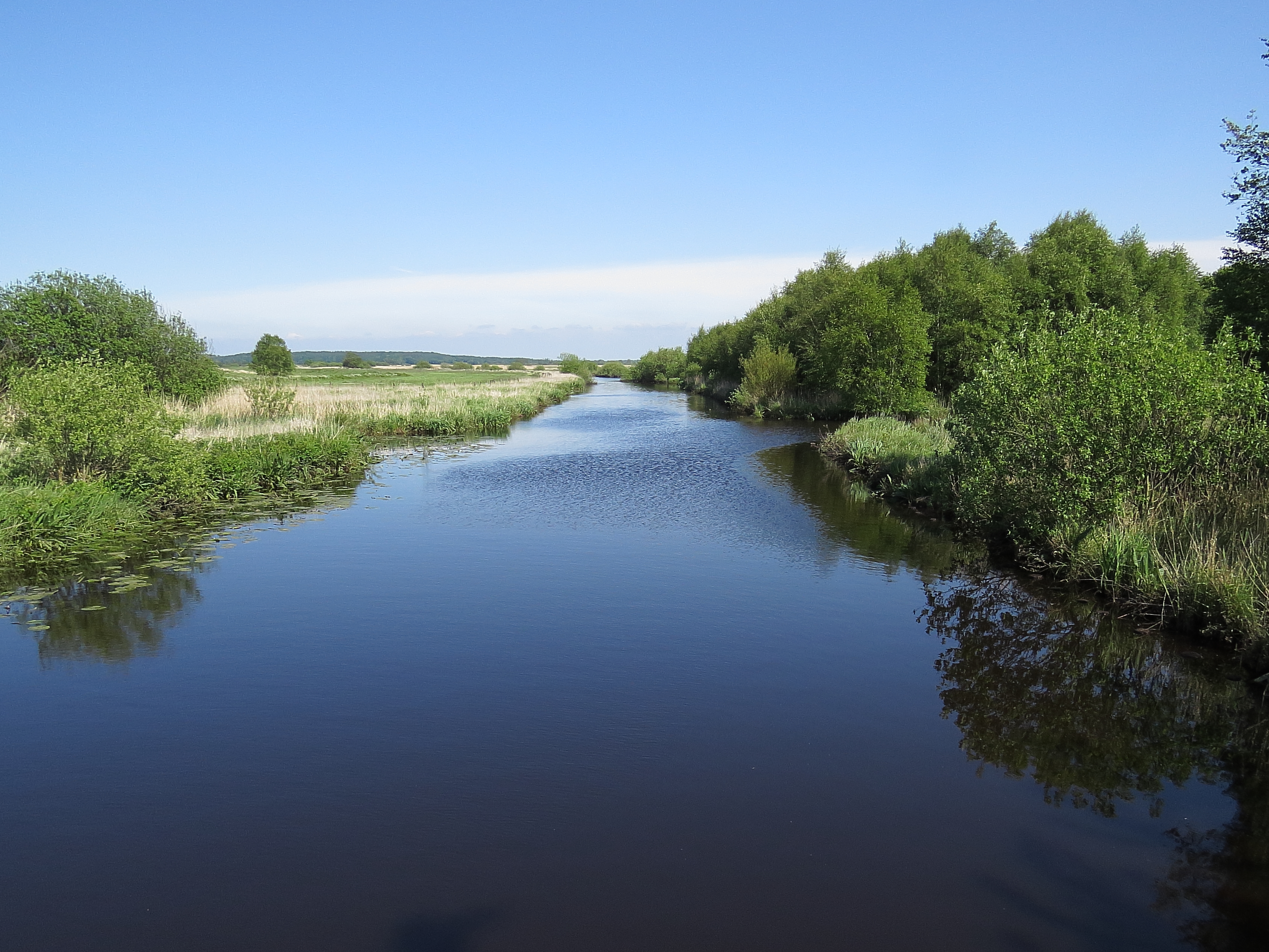
Ufergehölz in der oberen Geesteniederung
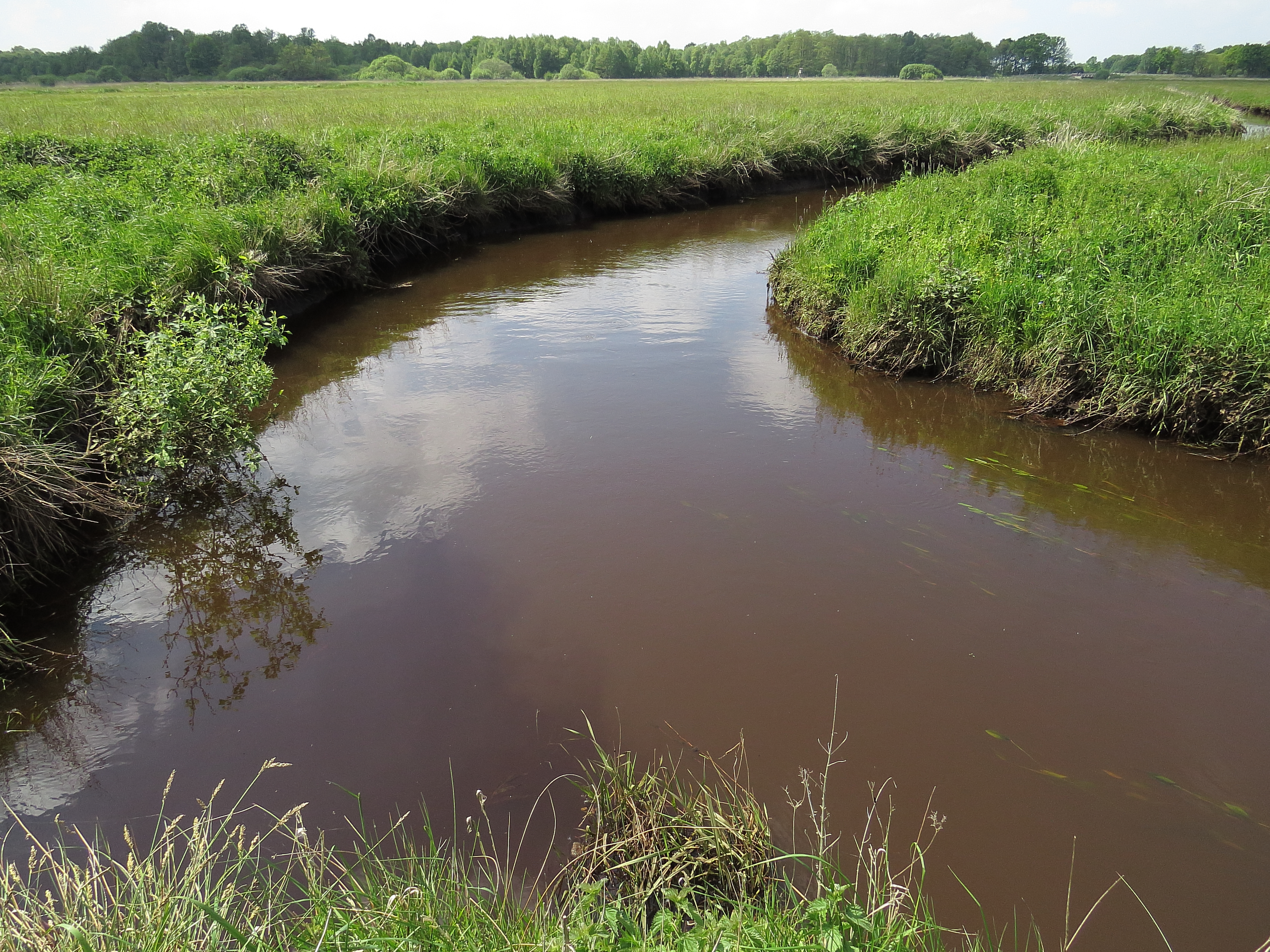
Marsch in der unteren Geesteniederung

Im Oberlauf hat die Geeste ursprünglich den Charakter eines von Kies geprägten Tieflandbaches, dessen Kiessohlen zum Beispiel die Meerforelle benötigt. Diese Bereiche sind heute nur noch an ganz wenigen Stellen zu finden. Neben dem Gewässerbau hat vor allem die angrenzende Landnutzung die Struktur und die Fließdynamik des Gewässerkörpers und damit auch die Lebensräume im und am Bach einschneidend verändert.
Andererseits wurden seit einigen Jahren durch den Rückbau von Deichen wie im Polder Bramel (Biotopverbund mit Polder Glies und Sellstedter See) wieder dauerhafte Überflutungsbereiche geschaffen, die einen Lebensraum für viele seltene Arten, darunter den Seeadler, geschaffen haben.

### Geestemündung
Die Mündung der Geeste in die Unterweser, 1,24 km stromaufwärts der nautischen Grenze zur Nordsee am Leuchtturm Bremerhaven, aber 19 km stromaufwärts der hydrografischen Grenze (Linie Langwarden–Neufeld), wurde bis Herbst 2022 von zwei Molen mit zwei Leuchtfeuern begrenzt.

#### Sturmflutsperrwerk Bremerhaven

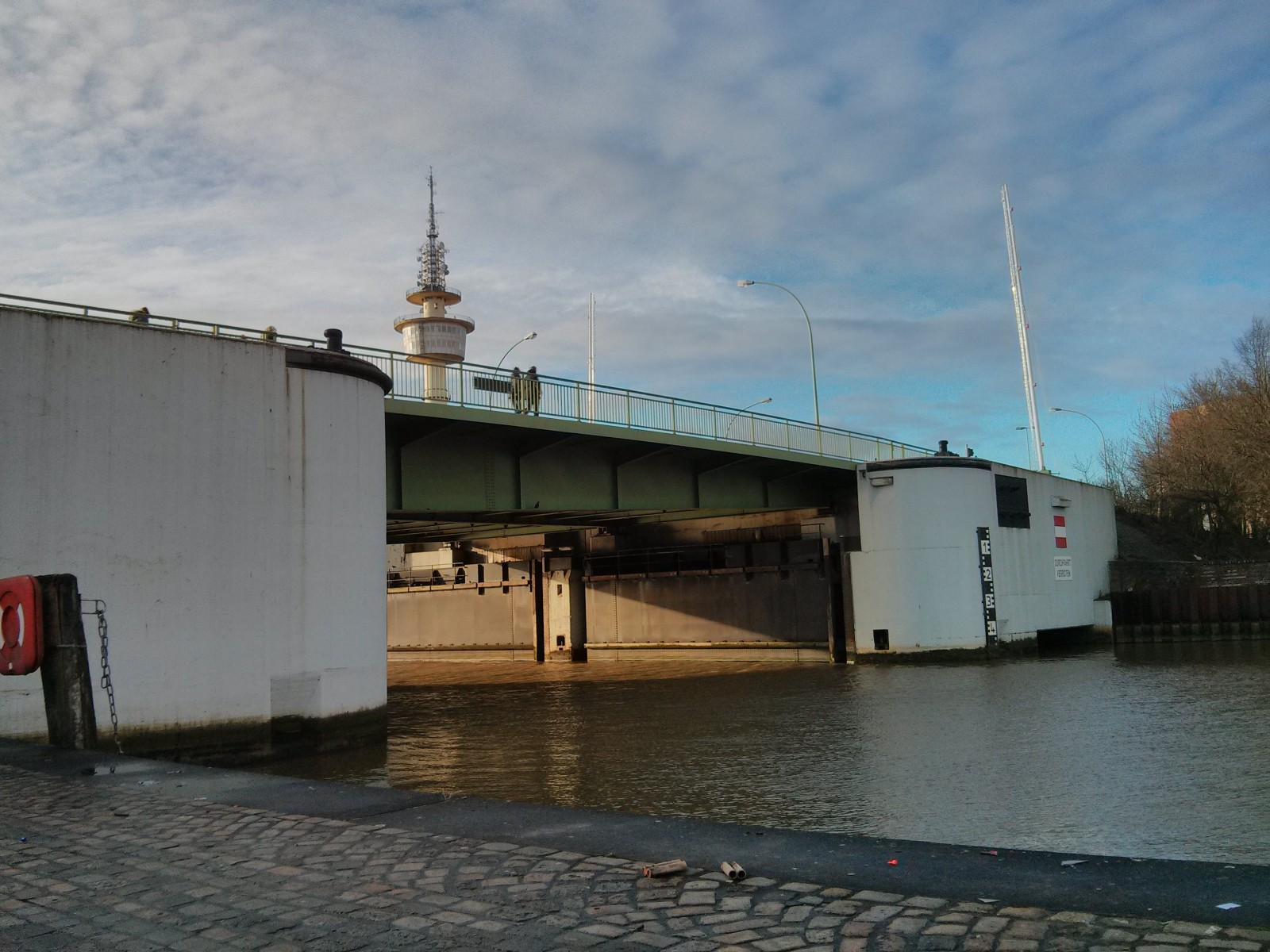
Sturmflutsperrwerk unter der Kennedybrücke

Nur 0,7 km geesteaufwärts der Mündung befindet sich das Sturmflutsperrwerk. Das Wasserbauwerk wurde gerade noch rechtzeitig vor der Sturmflut 1962 fertig. Sonst wären 80 % Bremerhavens über die niedrigeren Geestedeiche überflutet worden. In einer in der Reihe EGA veröffentlichten Prognose der Universität Duisburg-Essen über den Überflutungsschaden bei Versagen des Geeste-Sperrwerks in Bremerhaven wird von 10.860 betroffenen Einwohnern mit einer voraussichtlichen Schadenssumme von ca. 247 Mio. Euro ausgegangen.

#### Tidesperrwerk Bremerhaven

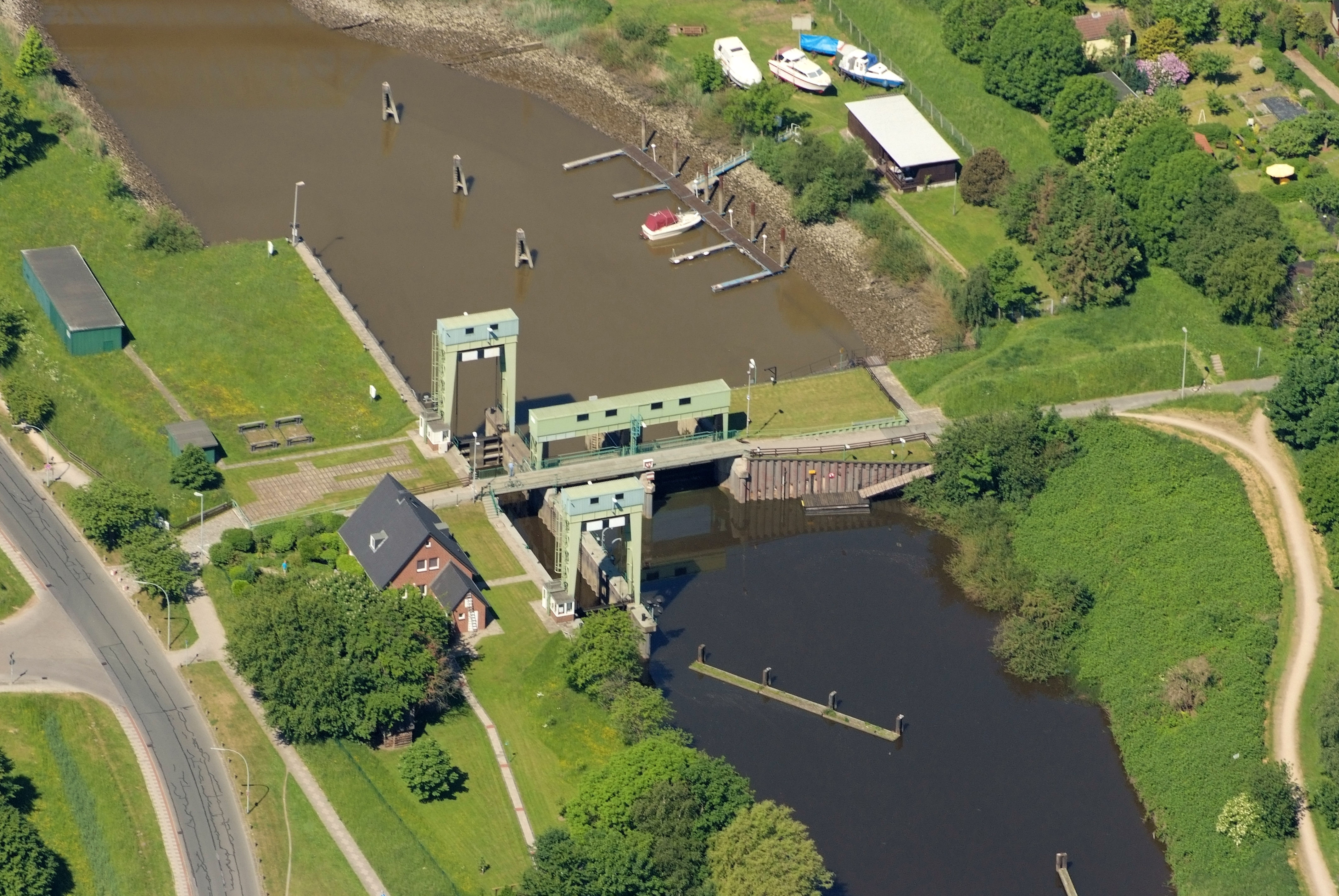
Tidesperrwerk mit Schleuse

Wenige Meter östlich der Eisenbahnbrücke und 5,18 km flussaufwärts der Geestemündung wurde in den 1960er Jahren das Tidesperrwerk mit Schleuse gebaut.

#### Schiffdorfer Schleuse

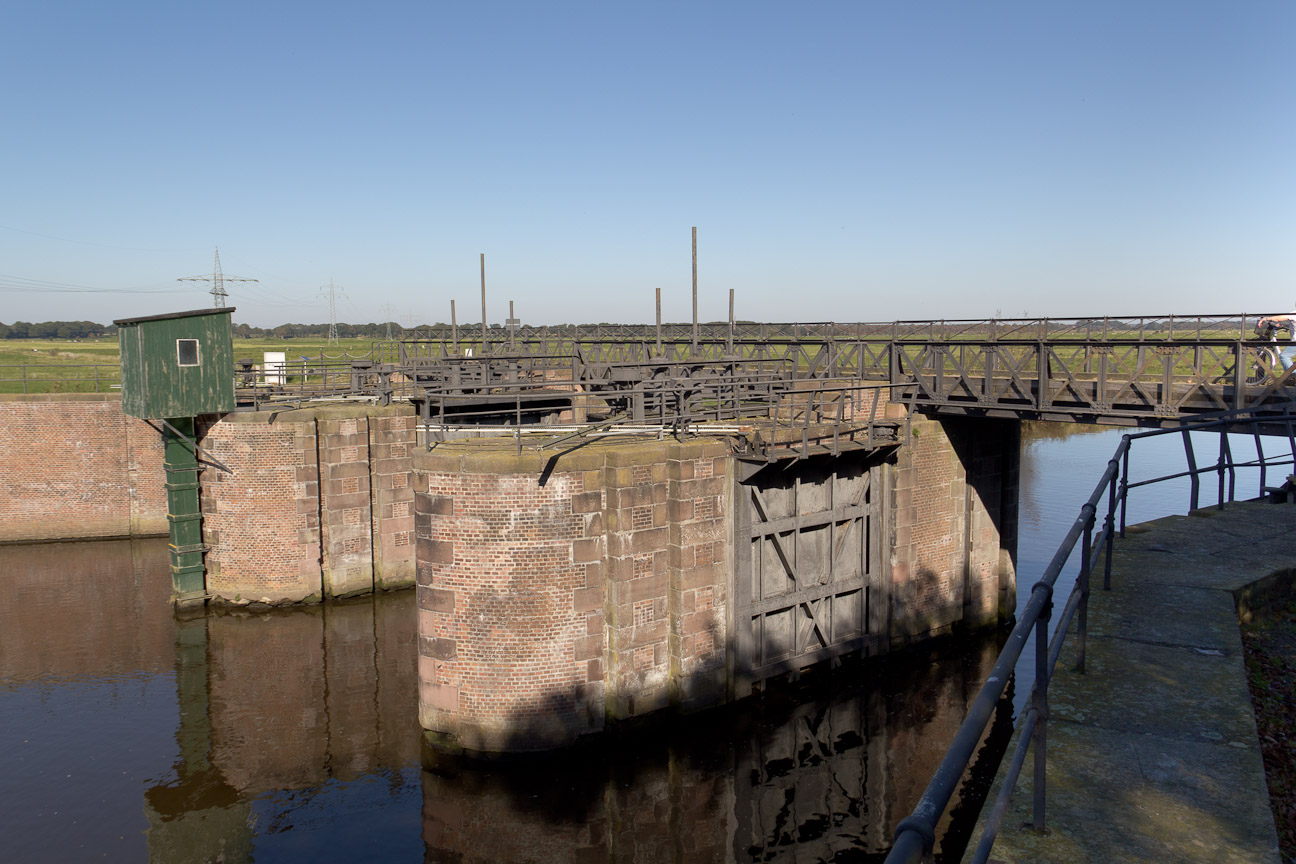
Schiffdorfer Stauschleuse

Die Schiffdorfer Stauschleuse liegt 9,1 km von der Geestemündung entfernt in der Gemarkung der Samtgemeinde Schiffdorf im Landkreis Cuxhaven. Technisch ist sie weder ein Stauwehr mit Kammerschleuse noch eine Stauschleuse, sondern eine Sielanlage, gewissermaßen das älteste Tidesperrwerk in der Geeste. Sie wurde 1890–1892 im Zuge eines großen Meliorations- und Entwässerungsprojektes nach Plänen von Theodor Hoebel gebaut. Schiffe konnten die Sielschleuse nur bei ablaufendem Wasser passieren, wenn der Wasserstand der Geestemündung den des oberhalb gelegenen Flussabschnittes unterschritten hatte. Vor allem in der Vegetationsperiode sollte sie das Marschland der Geesteniederung vor Sturmfluten schützen. Durch ihre reine Sielfunktion (ohne Stauhaltung) konnte man die Wasserstände in der Geeste und im Bederkesa-Geeste-Kanal nur bedingt regulieren, hohe Wasserstände bei Flut verhindern, aber niedrige Wasserstände bei Ebbe nicht. Die Verminderung der Gezeitenströme bewirkte eine zunehmende Verschlickung, die die Schifffahrt behinderte. So entstand ein Interessenkonflikt zwischen Landwirtschaft und Schifffahrt. Die Bauern forderten niedrigen Tidenhub, die Schiffer wenigstens bei Flut hohe Wasserstände. Erst der Bau des Tidesperrwerks in Verbindung mit dem Ausbau der Geeste, des Bederkesa-Geeste-Kanals und des Hadelner Kanals in den 1960er Jahren brachte Abhilfe. Die Schiffdorfer „Stauschleuse“ verlor 1961 ihre Funktion und wurde 1967 endgültig stillgelegt. Sie wird als technisches Denkmal erhalten. Das Schleusenwärterhaus diente jahrzehntelang als Ausflugslokal. Im modernen Anbau wohnte der Schleusenwärter Claus Meyn, der die Gaststätte „Zur Stauschleuse“ betrieb. Die historische Brücke über die Schleuse musste 1985 durch eine Holzbrücke ersetzt werden. Das Stahlwerkgeländer fand Wiederverwendung. Die Schleuse hat vier Pfeiler und drei 8 m breite Öffnungen mit stählernen Stemmtorpaaren. Bis 1999 wurde sie mit der Pegelstation restauriert.

### Geestebrücken in Bremerhaven
- Bundesautobahn 27
- Bahnstrecke Bremerhaven–Cuxhaven

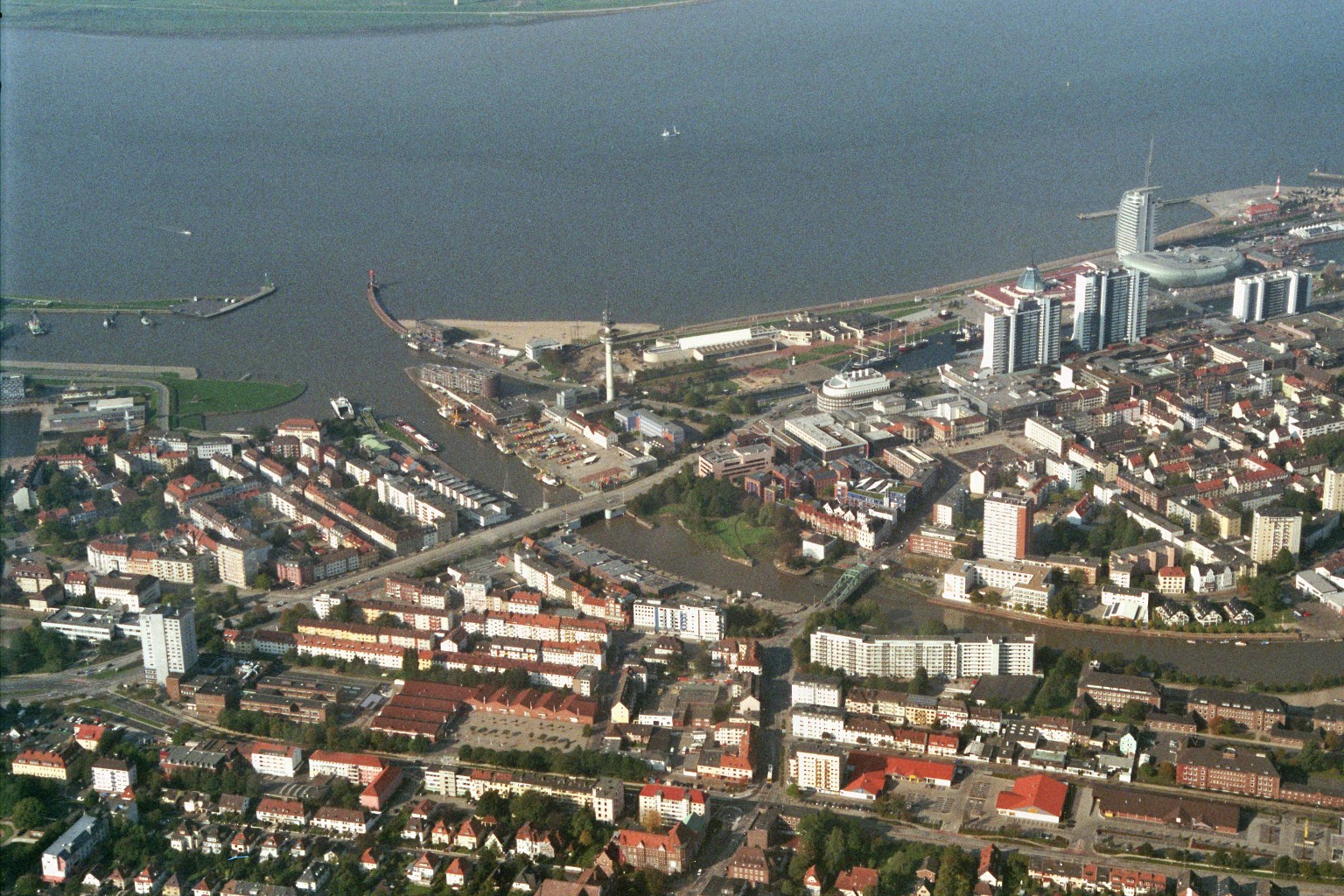
Letzte Geestebrücken

- Stresemannstraße, früher Bundesstraße 6
- Bundesstraße 212, Grimsbystraße
- Achgelisbrücke bei der Marineoperationsschule, siehe Bahnhof Geestemünde#Stichbahn nach Bremerhaven
- Alte Geestebrücke
- Kennedybrücke und Sturmflutsperrwerk

### Grenzfluss
Bis zum Verlust des Gerichtes Lehe und des Amtes Bederkesa durch die Freie Reichsstadt Bremen an das schwedische Herzogtum Bremen im Ersten Bremisch-Schwedischen Krieg 1654 bildete die Geeste die Südgrenze dieser stadtbremischen Besitzungen.
Von der Umstrukturierung der hannöverschen Verwaltungsgliederung durch Preußen nach 1866 bis zur Fusionierung der Kreise Lehe und Geestemünde zum Landkreis Wesermünde 1932 war die Geeste Grenzfluss zwischen beiden. Und bis zum Anschluss Bremerhavens an die Stadt Wesermünde 1939 war sie die Südgrenze Bremerhavens.